# Tidvattenkrafter
Tidvattenkraft leder hit. För elenergi ur ebb och flod, se Tidvattenkraftverk.

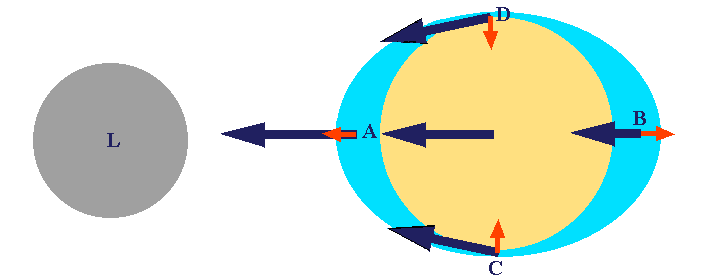
Figur 1: Månens gravitationskraft på jorden. Svarta pilar visar (överdrivet) månens gravitationskraft och röda pilar visar tidvattenkrafterna (skillnaden i gravitation jämfört med jordens masscentrum).

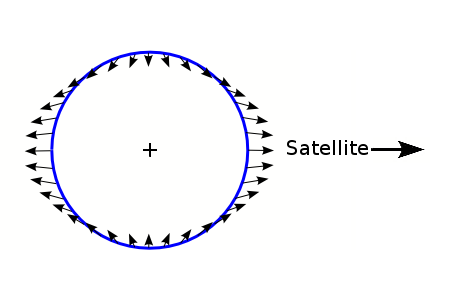
Figur 2: Det inhomogena gravitationsfältet från månen på jordens yta (tillsammans med det svagare från solen) orsakar tidvattenkrafter. Det är dessa som primärt orsakar tidvatten, och de förklarar de två utbuktningarna som orsakar två tidvatten per dygn. I den här figuren är månen antingen till höger eller till vänster om jorden (den blå cirkeln). De utåtriktade pilarna till höger och vänster visar att då månen är rakt ovanför (i zenit) eller på andra sidan jorden (i nadir), motverkar eller minskar tidvattenkraften jordens egen dragningskraft, och de inåtriktade övre och nedre pilarna visar att där månen är 90 grader från rakt upp, ökar eller samverkar tidvattenkraften med jordens egen dragningskraft.

Tidvattenkrafter uppstår då ett föremål eller himlakropp befinner sig i ett inhomogent gravitationsfält så att föremålets/kroppens olika delar utsätts för olika stor eller olika riktad gravitationskraft. Eftersom föremålet/kroppen som helhet accelererar på ett sätt som motsvarar den totala gravitationskraften, resulterar de något olika gravitationskrafterna på dess olika delar i differentialkrafter som tenderar att deformera den.
För en himlakropp som befinner sig i närheten av en annan, är den andras gravitationskraft starkare på den förstas närmaste del, och svagare på den avlägsnaste delen, eftersom gravitationskraften avtar med avståndet. En elastisk kropp får då en utbuktning vid den närmaste delen på grund av att gravitationskraften är större där än på kroppen som helhet, och även en utbuktning vid den avlägsnaste delen eftersom denna släpar efter. Mellan utbuktningarna trycks kroppen ihop något eftersom gravitationskrafterna längs kroppens midja inte är helt parallella utan riktade mot den andra himlakroppens centrum. 
Namnet kommer förstås från fenomenet med tidvatten på jorden, där månens dragningskraft på havets vatten, som är olika stor på den sida som är närmast månen jämfört med den sida som befinner sig på andra sidan jorden orsakar nivåskillnader på havsytan. Fenomenet är dock mer generellt eftersom gravitationen enligt Newtons gravitationsformel avtar med kvadraten på avståndet, och därför utsätts i princip alla himlakroppar för varierande grad av tidvattenkrafter på grund av gravitation från andra himlakroppar. Därför orsakar även till exempel solen tidvattenkrafter på jorden, men på grund av det större avståndet är dessa svagare än de från månen. Tidvattenkrafter påverkar också samlingar av himlakroppar, såsom stjärnhopar och galaxer då de utsätts av gravitationen av andra liknande närliggande samlingar.
Exempel på tidvatteneffekter, förutom havsytans nivåförändringar, är när en komet slits sönder då den hamnar innanför Roche-gränsen, eller när två galaxer krockar med varandra och påverkar varandras form. Dubbelstjärnor som roterar nära varandra får också på grund av tidvattenkrafterna en utdragen ellipsoid form.
Tidvattenkrafter kring svarta hål och neutronstjärnor beräknas vara extrema och kunna finfördela all materia som kommer i dess närhet.
Enligt den allmänna relativitetsteorin är gravitationen ingen kraft utan en krökning i den fyrdimensionella rumtiden kring en kropp med massa. I en förenklad version kan man föreställa den som en rund grop där väggen lutar allt mer mot mitten och där kroppen, som åstadkommer gropen, ligger längst ner i dess centrum. En annan kropp som rör sig i gropen följer en geodet passande för sin hastighet, en rak bana i det krökta universumet, och påverkas inte av några krafter. Vi, som tänker oss den lokala delen av universum kring den förstnämnda kroppen som en grop, ser den andra kroppen cirkla runt gropkanten i all evighet eller störta rakt ner efter kanten med allt högre hastighet. Eftersom kroppen inte påverkas av några krafter känner den sig tyngdlös (om den har förmåga att känna). Men detta gäller bara i kroppens tyngdpunkt. Den del som befinner sig närmare gropens centrum, där lutningen är större, skulle behöva ha större hastighet och följa en ”lägre” geodet. Men eftersom den delen sitter fast i den övriga kroppen blir den tvungen att följa en bana som kröker sig från gropen mot tyngdpunktens geodet. Detta gör att den delen känner av en centrifugalkraft, ett utslag av tröghetslagen som verkar på föremål i kroklinjig rörelse och söker göra dess rörelse rätlinjig, eller bibehålla en hastighet oförändrad, i det här fallet en utåtriktad kraft från kroppen i övrigt. Detta är en tidvattenkraft i den allmänna relativitetsteorin. Samma gäller på kroppens andra sida, den sida som befinner sig i gropens övre sida. Här lutar gropen mindre och den delen skulle behöva ha en lägre hastighet för att följa sin geodet. Den tycker sig vara tvungen att följa en bana som kröker sig ner mot gropen och tyngdpunktens geodet. Även den här delen känner därför av en utåtriktad kraft från kroppen i övrigt, som åstadkommer ett tidvatten.

## Matematisk redogörelse
Vid en matematisk redogörelse av tidvattenkrafter beroende på gravitationell acceleration får vi återgå till den newtonska modellen, då den är enklare att handskas med. Här har vi ett gravitationsfält som avtar med kvadraten på avståndet och ger en gravitationskraft {\displaystyle {\vec {F}}_{g}} ekvivalent med en acceleration {\displaystyle {\vec {a}}_{g}} mellan två kroppar M och m (där bokstäverna även är ett mått på deras massor, G står för gravitationskonstanten och R är avståndet mellan massornas tyngdpunkter, vanligtvis deras centra) enligt:
{\displaystyle {\vec {F}}_{g}=-{\hat {r}}~G~{\frac {Mm}{R^{2}}}} ..., och {\displaystyle {\vec {a}}_{g}=-{\hat {r}}~G~{\frac {M}{R^{2}}}} ...,
där {\displaystyle {\hat {r}}} är en enhetsvektor som pekar från kropp M mot kropp m (här är accelerationen från m mot M negativ).
Låt ∆r vara det relativt korta avståndet jämfört med R från centrum av m i riktning från M och det negativa -∆r avståndet från centrum av m i riktning mot M. Om m är en sfär med radien ∆r är avståndet från centrum av M till bortre sidan respektive närmaste sidan av m lika med R ± ∆r.

### Tidvattenkrafter längs riktningen mot den tidvattenalstrande kroppen
Kraften från M på punkterna närmast och fjärmast M:
{\displaystyle {\vec {a}}_{g}=-{\hat {r}}~G~{\frac {M}{(R\pm \Delta r)^{2}}}}
Drar man ut R2 ur parentesen får man:
{\displaystyle {\vec {a}}_{g}=-{\hat {r}}~G~{\frac {M}{R^{2}}}~{\frac {1}{(1\pm \Delta r/R)^{2}}}}
Användande av Maclaurinutvecklingen av 1/(1 + x)2 = 1 - 2x + 3x2 - ..., där x är liten ger följande:
{\displaystyle {\vec {a}}_{g}=-{\hat {r}}~G~{\frac {M}{R^{2}}}\pm {\hat {r}}~G~{\frac {2M}{R^{2}}}~{\frac {\Delta r}{R}}-\cdots } (Följande termer är så små att de kan bortses ifrån)
Den första termen är gravitationsaccelerationen beroende på M på kroppen m där ∆r är noll. Gravitationen ger upphov till en hastighetsökning enligt:
{\displaystyle {\vec {a}}_{c}=+{\hat {r}}{\frac {v^{2}}{R}}}.
Hastighetsökningen {\displaystyle {\vec {a}}_{c}} är en centrifugalacceleration och positiv riktad från M. I masscentrum för m är den lika stor som {\displaystyle {\vec {a}}_{g}}, som är negativ riktad från M, varför de sammantaget leder till tyngdlöshet där. Detta gäller oavsett om m går i bana runt  M eller faller rakt ner mot M. Om m går i bana runt M motsvaras hastighetsökningen av den kursändring från den raka linjen som m gör hela tiden då den följer sin bana. Där ∆r skiljer sig från noll, mest vid m:s yta närmast och fjärmast M, uppstår inte full tyngdlöshet eftersom hastighetsökningen inte överensstämmer med gravitationsaccelerationen. Eftersom kroppen är koherent (en sammanhängande kropp) och inte roterar runt sin egen axel är hastighetsökningen lika över hela dess utsträckning. 
Eftersom   {\displaystyle v^{2}=~G~{\frac {M}{R}}} för en kropp i ett gravitationsfält blir:
{\displaystyle {\vec {a}}_{c}=+{\hat {r}}~G~{\frac {M}{R^{2}}}}
Tidvattenaccelerationen fås nu genom att addera de förekommande accelerationerna:
{\displaystyle {\vec {a}}_{t}={\vec {a}}_{g}+{\vec {a}}_{c}}   , det vill säga:
{\displaystyle {\vec {a}}_{t}=-{\hat {r}}~G~{\frac {M}{R^{2}}}\pm {\hat {r}}~G~{\frac {2M}{R^{2}}}~{\frac {\Delta r}{R}}-\cdots +{\hat {r}}~G~{\frac {M}{R^{2}}}}      , vilket blir:
{\displaystyle {\vec {a}}_{t}}(axial) {\displaystyle ~\approx ~\pm ~{\hat {r}}~2\Delta r~G~{\frac {M}{R^{3}}}}
För en observatör som släpper en sten och befinner sig på ytan av m på en punkt som är närmast eller fjärmast M, så kommer stenen att accelerera något långsammare mot ms centrum på grund av tidvattenkraften från M. Den normala tyngdkraftsaccelerationen på ytan av m minskar i dessa punkter med beloppet av {\displaystyle {\vec {a}}_{t}}(axial).
Detta är inte en exakt formel utan en approximation som ändå ganska väl speglar de verkliga värdena.

### Tidvattenkrafter tvärs riktningen mot den tidvattenalstrande kroppen
En annan komponent av tidvattenkraften kommer av att avståndet mellan M och m är ändligt, vilket gör att gravitationskraften från M i en punkt på eller i m som inte ligger på linjen mellan deras masscentrum inte är exakt parallell med den kraft som verkar i masscentrum av m utan har en vinkel {\displaystyle \alpha } från den och därför en sin {\displaystyle \alpha } komponent riktad mot centrum av m. Låt ∆y vara avståndet från aktuell punkt från centrum av m tvärs riktningen mot M. Vi har
tan {\displaystyle \alpha =} sin{\displaystyle \alpha /}cos {\displaystyle \alpha =\Delta y/R}
vilket ger 
sin {\displaystyle \alpha =} cos {\displaystyle \alpha ~\Delta y/R}
och om {\displaystyle \alpha } är en mycket liten vinkel är cos {\displaystyle \alpha \approx 1~}, så 
{\displaystyle a_{t}}(radial) {\displaystyle =} sin {\displaystyle \alpha ~a_{g}\approx \Delta y~G~{\frac {M}{R^{3}}}}
På ytan av en sfärisk m får vi därför (eftersom maximala ∆r är lika med maximala ∆y) att den maximala radiella tidvattenkraften är hälften så stor som den axiella.
En observatör som släpper en sten på ytan av m, halvvägs mellan närmsta och fjärmsta punkten,  kommer alltså att observera att stenen accelererar något snabbare på grund av tidvattenkraften från M.

## Tidvattenkrafter i solsystemet
Tidvattenaccelerationen är relativt liten på planeterna i solsystemet. 

### Månen
Månens sekulära acceleration beror just på tidvattenkrafter. De upptäcktes tidigt och har med tiden fått flera förklaringar. Sålunda är månens tidvattenkraft på en massa av ett kg på jordens yta som mest ungefär 1,11×10-6 N, jämför med jordaccelerationen som påverkar med ungefär 9,8 N. Det vill säga att jordaccelerationen är ungefär 10 miljoner gånger större än tidvattenaccelerationen på grund av månen.

### Solen
Solens tidvattenacceleration, ungefär 0,51×10-6 N, är mindre än hälften av månens på grund av det mycket längre avståndet, trots att solens dragningskraft vida överstiger månens. Även om tidvattenaccelerationerna är relativt små, åstadkommer de tydliga tidvattenskillnader i de lättrörliga vattenmassorna på jorden.